# Take the Money and Run
Take the Money and Run (bra: Um Assaltante Bem Trapalhão; prt: O Inimigo Público) é um filme estadunidense de 1969, do gênero comédia policial, dirigido e estrelado por Woody Allen, com roteiro dele e Mickey Rose.

## Sinopse
Para vencer sua timidez e complexo de inferioridade, Virgil Starkwell resolve ser assaltante, mas sempre acaba na prisão. Já em liberdade condicional, apaixona-se pela funcionária de uma lavanderia que o convence a mudar de vida, porém o passado de assaltante não o abandona.

## Elenco
- Woody Allen - Virgil Starkwell
- Janet Margolin - Louise
- Marcel Hillaire - diretor Fritz
- Jacquelyn Hyde - srta. Blair
- Lonny Chapman - prisioneiro Jake
- Jan Merlin - assaltante Al
- James Anderson - Chain Gang Warden
- Howard Storm - Fred
- Mark Gordon - Vince
- Micil Murphy - Frank
- Minnow Moskowitz - Joe Agneta
- Nate Jacobson - o juiz
- Grace Bauer - senhora da fazenda
- Ethel Sokolow - me. Starkwell
- Dan Frazer - Julius Epstein, o psiquiatra
- Henry Leff - pai Starkwell
- Mike O'Dowd - Michael Sullivan
- Louise Lasser - Kay Lewis

## Produção
Allen discutiu o conceito de filmar uma sátira de documentário durante uma entrevista com Richard Schickel:

Take the Money and Run foi um pseudodocumentário arcaico. A ideia de fazer um documentário, que eu aperfeiçoei finalmente quando a utilizei em Zelig, estava comigo desde o dia em que comecei a fazer filmes. Achava que aquele era um veículo ideal para se fazer comédia, porque o formato do documentário é muito sério, então você está de cara trabalhando numa área em que qualquer coisa que você fizer perturba a seriedade, e se torna engraçado. E você pode contar a sua história, de risada em risada em risada... O objetivo do filme era que cada centímetro dele fosse uma risada.
O filme foi gravado em locações da cidade de San Francisco, na Califórnia. Uma das cenas se passa no restaurante Ernie's, cujo célebre interior vermelho foi imortalizado no filme Vertigo, de Alfred Hitchcock. Também foi filmado na Prisão Estadual de San Quentin.

## Recepção

### Resposta da crítica
O filme recebeu críticas positivas, em sua maior parte. Vincent Canby, do New York Times, descreveu-o como "um filme que é, para todos os efeitos, um longa-metragem em dois rolos de comédia muito especial, excêntrico e engraçado", ainda que à medida que seu final chega "instaura-se uma certa monotonia" no ritmo da comédia de Allen. Roger Ebert, do Chicago Sun-Times, escreveu que o filme tinha muitos momentos divertidos, porém "em última análise não é um filme muito engraçado", e a culpa seria da sua edição e do seu humor visual.
No site agregador de críticas Rotten Tomatoes, o filme tem uma avaliação positiva de 93%, a partir das principais 14 críticas, com apenas uma negativa (de Roger Ebert). O filme tem uma avaliação positiva de 73% do público, com base em 10.893 avaliações.